# Gembyang
Gembyang is een bestuurslaag in het regentschap Pemalang van de provincie Midden-Java, Indonesië. Gembyang telt 3318 inwoners (volkstelling 2010).